# Годя Дмитро Васильович
Дмитро Васильович Годя (нар. 10 березня 2005, с. Росош, Мукачівський район, Закарпатська область) — український футболіст, атакувальний півзахисник рівненського «Вереса».

## Клубна кар'єра
Футболом розпочав займатися в свалявському «Сузір'ї». У 2018 році переїхав до ужгородського СДЮСШОР, у складі якого виступав у ДЮФЛУ та чемпіонаті Закарпатської області з футзалу. З кінця квітня по кінець червня 2022 року виступав за «Кішварду» (U-17). 
У середині жовтня 2022 року повернувся до України, де підписав контракт з «Вересом». Спочатку виступав за юнацьку  (U-19) команду клубу. Вперше до заявки першої команди рівнян потрапив 15 квітня 2023 року, на нічийний (5:5) виїзний поєдинок 21-го туру Прем'єр-ліги України проти харківського «Металіста». Дмитро просидів усі 90 хвилин на лаві запасних. У вищому дивізіоні українського чемпіонату дебютував 29 травня 2023 року в програному (0:3) визному поєдинку 29-го туру проти київського «Динамо». Годя вийшов на поле на 73-й хвилині замість Дмитра Кльоца. До завершення сезону 2022/23 років виходив на поле в 2-х матчах регулярного чемпіонату та 1-му поєдинку плей-оф за право збереження місця у Прем'єр-лізі. У середині серпня 2023 року підписав з «Вересом» новий 3-річний контракт. Наприкінці жовтня 2023 року в ЗМІ з'явилася інформація про зацікавленість у Дмитрі з боку «Шахтаря» та «Динамо». Також у послугах гравця були зацікавлені й відроджені львівські «Карпати». Рівняни хотіли отримати за молодого гравця близько 500 000 доларів, проте через діяльність агентів футболіста угода зірвалася. Наприкінці січня 2024 року стало відомо, що «Верес» поверне гравця до першої команди.

## Кар'єра в збірній
Викликався до юнацької збірної України (U-19). У футболці вище вказаної збірної дебютував 10 жовтня 2023 року в програному (2:4) поєдинку товариського турніру Кубок Селу проти господарів турніру. Дмитро вийшов на поле на 61-й хвилині замість Максима Васильця. Загалом на кубку Сеулу провів 3 матчі.